# Hoofdgestel

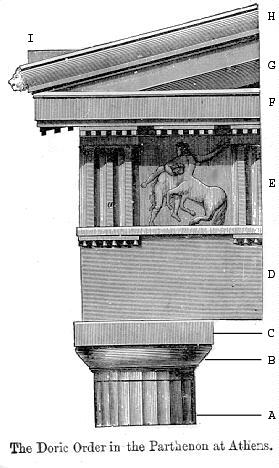
Onderdelen van het hoofdgestel
D: architraaf, E: triglief en metope, F: geison, G: timpaan of fronton, H: cimaas, I: akroterion
Onder het hoofdgestel:
A: zuil of pilaster, B: kapiteel, C: abacus of impost

Een hoofdgestel, entablement of tafelment is een breed, horizontaal lijstwerk met bepaalde verhoudingen. De verhoudingen van het hoofdgestel zijn afhankelijk van de stijl waaruit het voortkomt, voornamelijk uit de Griekse en Romeinse bouwkunst.
Een hoofdgestel bestaat uit (van onder naar boven) architraaf, fries en kroonlijst. Het hoofdgestel rust met de architraaf op de kapitelen van de onderliggende zuilen.